# سايوز 11
سويوز 11 (بالروسية: Союз-11) هي المهمة المأهولة الوحيدة التي التحمت بأول محطة فضائية في العالم، ساليوت 1 (التحمت سويوز 10 بالمحطة لكن رواد الفضاء لم يتمكنوا من دخولها بسبب حدوث مشكلة بمزلاج الغلق). وصل الطاقم، المكون من جورجي دوبروفولسكي وفلاديسلاف فولكوف وفيكتور باتساييف، إلى المحطة الفضائية في 7 يونيو 1971 وغادروا في 29 يونيو 1971. انتهت المهمة على نحو كارثي عندما انخفض ضغط الكبسولة أثناء الاستعداد لإعادة الدخول في الغلاف الجوي، ما أسفر عن مقتل الطاقم بأكمله. رواد فضاء سويوز 11 هم البشر الوحيدون الذين توفوا في الفضاء.

## المهمة
انطلقت مركبة سويوز 7 كاي أوه كاي إس في 6 يونيو 1971، من ميناء بايكونور الفضائي في وسط جمهورية كازاخستان الاشتراكية السوفيتية. قبل عدة أشهر، فشلت أول مهمة إلى محطة ساليوت، سويوز 10، في الالتحام بالمحطة بنجاح. خلال اليوم الأول من الرحلة، أجريت مناورات الالتقاء مع محطة ساليوت غير المأهولة (1971 032 إيه). عندما كانت سويوز 11 على بعد 6 إلى 7 كيلومترات من ساليوت، استُخدمت الأجهزة الأوتوماتيكية لإكمال المهمة وفي غضون 24 دقيقة أُغلِقت الفجوة بين المركبتين حتى وصلت إلى 9 أمتار وانخفض فرق السرعة النسبية إلى 0.2 متر/ثانية. استُخدم التحكم اليدوي بدلًا من الأوتوماتيكي عندما أصبحت المسافة الفاصلة 100 متر. استغرقت عملية الالتحام 3 ساعات و19 دقيقة لإكمالها وشملت الاتصال الميكانيكي بإحكام، وتوصيل العديد من الوصلات الكهربائية والهيدروليكية، وإحكام موانع تسرب الهواء قبل فتح الأقفال. عندما تم معادلة الضغط بين المركبتين، فُتحت الأقفال ما سمح بمرور أفراد الطاقم الثلاثة إلى داخل المحطة. التحمت سويوز 11 بنجاح بساليوت 1 في 7 يونيو 1971 وبقي رواد الفضاء على متنها لمدة 22 يومًا، وسجلوا أرقامًا قياسية فضائية استمرت حتى مهمة سكايلاب 2 الأمريكية في مايو ويونيو 1973.
عند دخولهم المحطة لأول مرة، واجه الطاقم بيئةً مليئةً بالدخان، وبعد استبدال أحد أجزاء نظام التهوية، أمضى الطاقم اليوم التالي في مركبة سويوز حتى تم تنقية الهواء في المحطة. كانت إقامتهم في ساليوت مثمرة، بما في ذلك البث التلفزيوني المباشر. اندلع حريق في اليوم الحادي عشر، ما دفع مخططي المهمة إلى التفكير بالخروج من المحطة. كان أبرز ما خُطط له للمهمة هو رصد إطلاق صاروخ إن 1، لكن تم تأجيل الإطلاق. لاحظ الطاقم أيضًا أن استخدام جهاز المشي الرياضي، الذي تعين على رواد الفضاء استعماله مرتين يوميًا، تسبب في اهتزاز المحطة بأكملها. أصدرت صحيفة برافدا أخبارًا وتحديثات منتظمة عن المهمة أثناء تقدمها.
في 29 يونيو 1971، نقل الطاقم عينات علمية وأفلامًا وأشرطة ومعدات أخرى إلى سويوز 11، ثم نقل التحكم اليدوي مرة أخرى من ساليوت 1 إلى سويوز 11 وعادوا إلى المركبة. حدث الانفصال في الساعة 18:28 بتوقيت جرينتش. حلقت سويوز 11 في مدار مشترك مع ساليوت لفترة من الوقت قبل أن يتم خفضه باستعمال الصواريخ في الساعة 22:35 بتوقيت جرينتش. تُركت مقصورة العمل ووحدة الخدمة كالعادة قبل دخول الغلاف الجوي الكثيف. توقفت الاتصالات اللاسلكية فجأةً لحظة فصل حجرة العمل (في نحو الساعة 22:47 بتوقيت جرينتش)، قبل انفصال الاتصالات العادي في طبقة الأيونوسفير. هبطت المركبة بسلام باستخدام الأنظمة الآلية في الساعة 23:16:52 بتوقيت جرينتش. كانت مدة الرحلة الإجمالية للطاقم 570.22 ساعة داروا خلالها 383 مرةً حول الأرض - 18 مرة قبل الالتحام، و362 مرة أثناء الالتحام بالمحطة، و3 مرات بعد الانفصال. عند الوصول إلى موقع الهبوط وفتح باب المركبة، اكتشف طاقم مروحية الإنقاذ أن رواد الفضاء الثلاثة ميتون في مقاعدهم. أظهرت نتائج التحقيق الرسمي أن الرجال ماتوا بسبب تعرضهم لانصمام رئوي عندما تسبب الانغلاق غير الكامل بين وحدة القيادة وحجرة العمل بخروج الهواء في الثواني التي أعقبت انفصال المركبتين.

## موت الطاقم
في 29 يونيو 1971، بعد ما بدا إعادة دخول طبيعية في الغلاف الجوي، فتح فريق الإنقاذ الكبسولة ليجد الطاقم ميتًا.
يتذكر كريم كريموف، رئيس لجنة الدولة، قائلًا: «ظاهريًا، لم يكن هناك أي ضرر على الإطلاق. لقد طرق فريق الإنقاذ على جانب الكبسولة، لكن لم يكن هناك رد من الداخل. عند فتح باب الكبسولة، وجدوا الرجال الثلاثة في مقاعدهم، بلا حراك، مع بقع زرقاء داكنة على وجوههم وآثار دماء من أنوفهم وآذانهم. أخرجوهم من وحدة النزول. كان دوبروفولسكي لا يزال دافئًا. بدأ الأطباء بإجراء تنفس صناعي. وبناءً على تقاريرهم، كان سبب الوفاة هو الاختناق».
سرعان ما اتضح أنهم قد اختنقوا. نسب المحققون الخطأ إلى صمام التهوية والتنفس، الموجود بين الوحدة المدارية ووحدة النزول، الذي فُتح نتيجة اهتزازه عند انفصال وحدة النزول عن وحدة الخدمة، بعد 12 دقيقة و3 ثوانٍ من إطلاق المحركات الكبحية. ارتبطت الوحدتين معًا بواسطة براغي متفجرة مُصممة للانفجار بالتعاقب؛ لكنها انفجرت في نفس الوقت. تسببت قوة انفجار البراغي معا بانفصال المانع التسرب في صمام موازنة الضغط الذي كان من المقرر التخلص منه كالعادة والذي يسمح بتعديل ضغط الكبسولة آليًا. انفتح الصمام على ارتفاع 168 كيلومتر (104 ميل)، وأدى فقدان الضغط الناتج إلى موت الطاقم في غضون ثوانٍ. كان الصمام موجودًا أسفل المقاعد وكان من المستحيل العثور عليه وسدّه قبل فقد الهواء. أظهرت بيانات مسجل الرحلة لرائد فضاء مزود بأجهزة استشعار طبية حيوية أن قلوب رواد الفضاء توقفت في غضون 40 ثانية من فقدان الضغط. بحلول 15 دقيقة و35 ثانية بعد إطلاق الصواريخ الكبحية، كان ضغط المقصورة صفرًا، وبقي هكذا حتى دخلت الكبسولة الغلاف الجوي للأرض. عُثر على جثة باتساييف بالقرب من الصمام؛ ربما كان يحاول إغلاق أو سد الصمام في الوقت الذي فقد فيه الوعي. أُجرِي تحقيق مكثف لدراسة جميع مكونات وأنظمة سويوز 11 التي قد تكون تسببت في وقوع الحادثة، على الرغم من أن الأطباء استنتجوا بسرعة أن رواد الفضاء ماتوا اختناقًا.
شُرّحت جثث رواد الفضاء في مستشفى بوردنكو العسكري وتبين أن سبب الوفاة هو حدوث نزيف في الأوعية الدموية في الدماغ، مع نزيف أقل تحت الجلد والأذن الداخلية وفي تجويف الأنف، نتيجة التعرض لفراغ الفضاء الذي تسبب في تشكل فقاعات أكسجين ونيتروجين في مجرى الدم وتمزق الأوعية الدموية. كما تبين أن دماءهم احتوت تركيزات عالية من حمض اللبنيك، ما يدل على تعرضهم لإجهاد فسيولوجي شديد. على الرغم من أنهم ربما ظلوا واعين لنحو 40 ثانية بعد انخفاض الضغط، أصبح من المستحيل عليهم القيام بوظائفهم بعد مرور أقل من 20 ثانية بسبب نقص الأكسجين.

## معاملات المهمة
- الكتلة: 6565 كيلوجرام (14473 باوند)[18]
- نقطة الحضيض المدارية: 185.0 كيلومتر (115.0 ميل) [19]
- نقطة الأوج المدارية: 217.0 كيلومتر (134.8 ميل)
- مَيل المدار: 51.6 درجة
- فترة المدار: 88.3 دقيقة